# Papucsos kígyógomba
A papucsos kígyógomba vagy csillagpapucsú kígyógomba (Mycena stylobates) a kígyógombafélék családjába tartozó, Európában és Észak-Amerikában elterjedt, erdőkben élő, nem ehető gombafaj. 

## Megjelenése
A papucsos kígyógomba kalapja 0,3-1 cm széles, alakja kúpos vagy harangszerű, a közepe bemélyedhet. Széle hullámos, csipkés-fogazott. Felszíne szinte a kalap közepéig sugarasan ráncos. Színe világosszürke vagy fehéresszürke.
Húsa vékony, rostos, színe fehéres. Íze és szaga nem jellegzetes. 
Közepesen sűrű lemezei tönkhöz nőttek vagy felkanyarodók, néha álkolláriumba (gallérba) nőnek össze. Színük fehéres vagy fehéresszürke. 
Tönkje 2-4 cm magas és 0,05-0,1 cm vastag. Alakja karcsú, hengeres, törékeny; egyenes vagy görbül, belül üreges. Színe fehéren áttetsző, a tövén hasonló színű, max. 2 mm-es korong ("papucs") található.
Spórapora fehér. Spórája elliptikus vagy hengeres, sima, mérete 7,5-10,5 x 3,5-4,5 µm.

### Hasonló fajok
A hazai kígyógombáktól papucsa alapján jól megkülönböztethető. 

## Elterjedése és termőhelye
Európában és Észak-Amerikában honos. 
Nedves lomberdőkben vagy fenyvesekben él, az avar szerves anyagait bontja. Júniustól októberig terem.  
Nem ehető. Kultúrában növesztett micéliuma lumineszkál, termőtestének nincs ilyen tulajdonsága. 

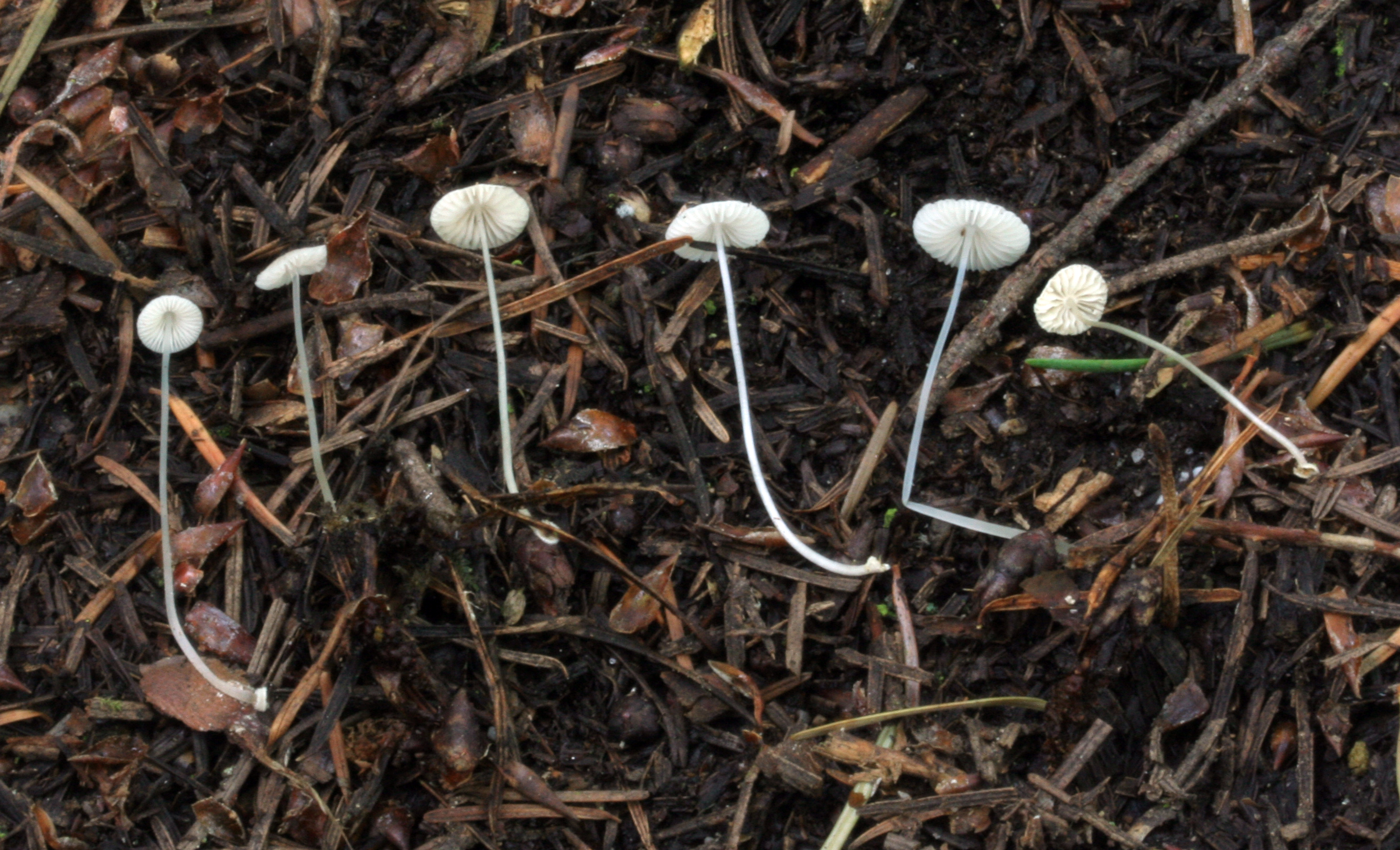
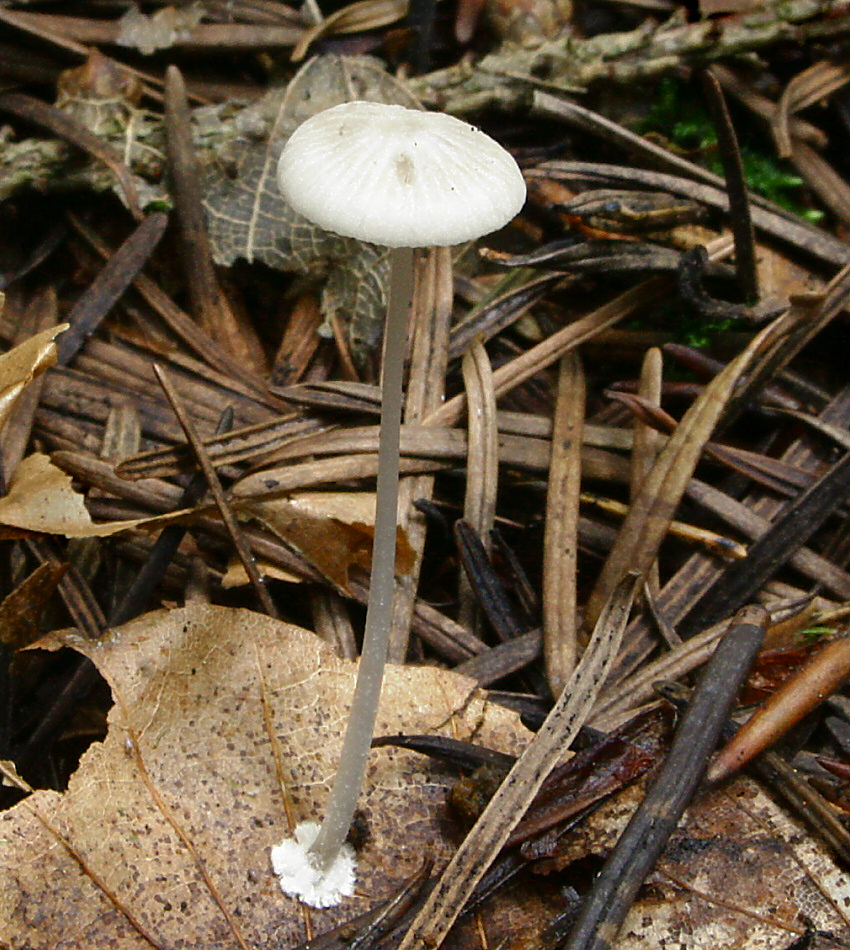
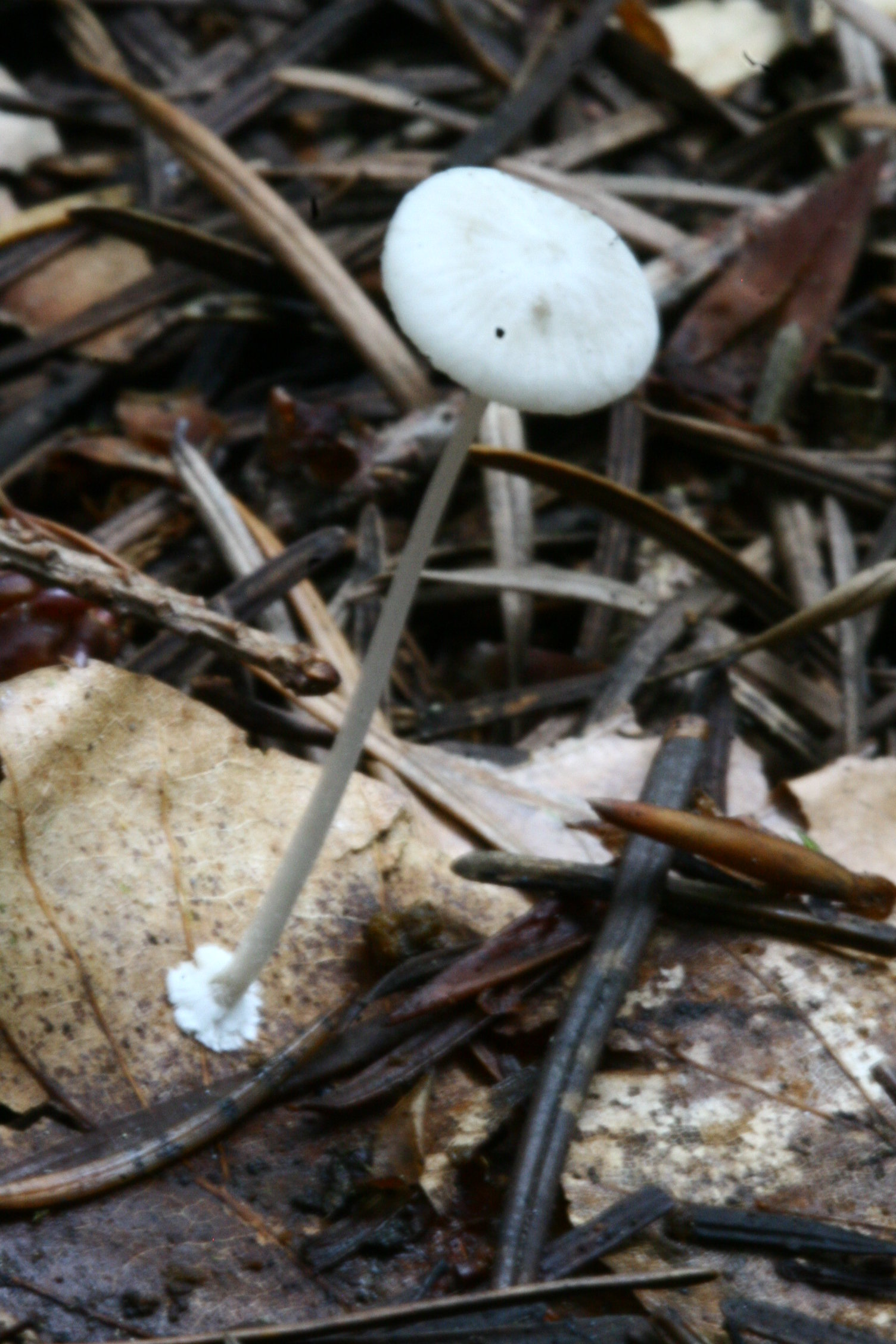
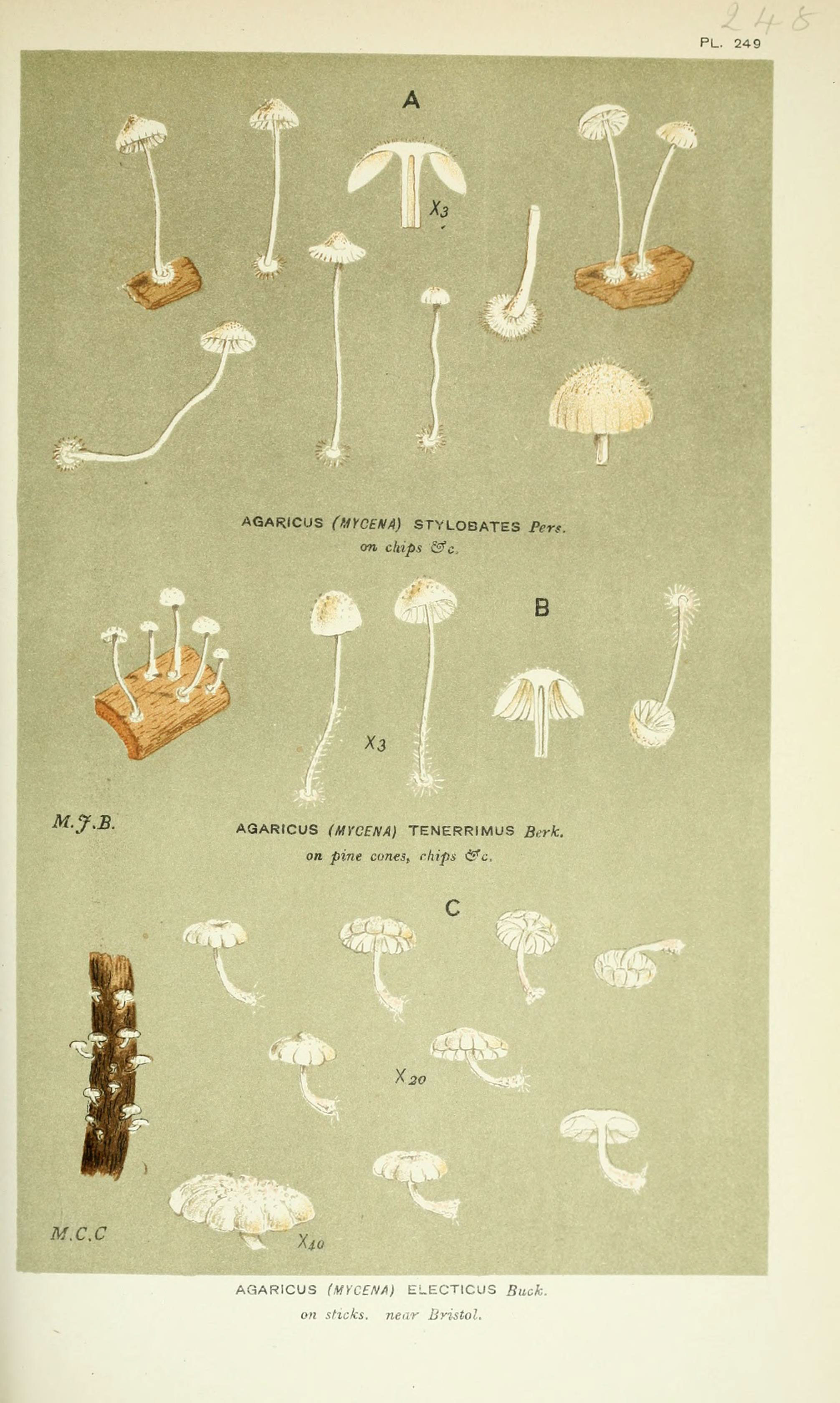